# From Death to Destiny
From Death to Destiny é o terceiro álbum de estúdio da banda inglesa de metalcore Asking Alexandria. Foi lançado em 6 de agosto de 2013 pela Sumerian Records e foi produzido por Joey Sturgis. A banda lançou o primeiro single intitulado "Run Free" em 13 de agosto de 2012. O segundo, chamado "The Death of Me", e a terceira faixa, "Killing You", foram lançados em março de 2013. lançado em 6 de agosto de 2013.
Este é o último álbum da banda até o lançamento do quinto álbum autointitulado, a apresentar a formação original completa, pois o vocalista Danny Worsnop deixou o Asking Alexandria de janeiro de 2015 a outubro de 2016.

## Antecedentes
O vocalista Danny Worsnop se pronunciou sobre o som do álbum, dizendo que ele será diferente em tema, em comparação com a versão anterior, Reckless & Relentless. From Death to Destiny contará com as letras um pouco mais felizes, mais edificantes do que as do último álbum, que na maior parte foi escrito sobre problemas com a bebida e drogas.[carece de fontes?]

## Produção e gravação
O álbum foi gravado em sete diferentes estúdios.
- Fundação em Connersville, Indiana
- Fundação Estate in Rochester, Michigan
- NRG em Los Angeles, California[11]
- Darth Mader Music em Los Angeles, California
- Allan Hessler's Studio
- Stevie Blacke's Studio
- Um estúdio em London (um amigo da banda gravou vocais, encontrados na música "The Death of Me")
- Mixado por David Bendeth[12] na House of Loud Studio.

Parte das gravações do álbum From Death to Destiny foi realizada dentro do ônibus de turnê de Asking Alexandria. Nos anos anteriores, o grupo como um todo expressou o desejo de realizar gravações enquanto estavam em turnê, e finalmente concretizaram essa ideia. Para tornar isso possível, eles adaptaram o espaço de recreação traseiro do ônibus, criando uma pequena sala à prova de som e uma área para uma mesa de mixagem e um computador. Esse processo de gravação no ônibus permitiu que a banda trabalhasse em novas músicas enquanto estavam em movimento, aproveitando ao máximo o tempo durante a turnê. A presença dessas instalações pode ser vista em vídeos lançados no YouTube, como em atualizações de estúdio postadas no canal de YouTube de Danny.
Quando o álbum foi lançado, na faixa de abertura "Don't Pray for Me", é possível ouvir a agitação em uma gravação feita durante uma apresentação ao vivo em Seattle. Durante esse evento, Ben Bruce solicitou à plateia que manifestasse o desejo para que Danny Worsnop fosse para reabilitação.

## Lançamento
O álbum foi lançado em 6 de agosto de 2013, com dois singles oficiais disponíveis no iTunes. "Run Free" foi lançado oficialmente em 4 de dezembro de 2012. A música estreou ao vivo em 8 de agosto de 2012,  em uma apresentação em Nova Jérsia, um show no Mayhem Festival composto apenas por As I Lay Dying, Asking Alexandria e Slipknot. "The Death of Me" e "The Death of Me" (Rock Mix) foram lançados no iTunes em 16 de abril de 2013, ambos acompanhados pela arte oficial do single. Em 12 de julho de 2013, a Sumerian Records lançou uma prévia completa do álbum via YouTube, apresentando trechos de todas as faixas da edição padrão do álbum na mesma noite em que a banda se apresentou no programa de TV Guitar Center Sessions, revelando que Howard Jones é vocalista convidado na 12ª faixa "Until the End". Em 16 de julho, o álbum ficou disponível para pré-venda no iTunes, assim como a cópia em CD e pacotes que incluíam mercadorias para acompanhar o álbum. Uma cópia digital da segunda faixa do álbum, "Killing You", é baixada automaticamente quando o álbum é adquirido em pré-venda no iTunes. Em 23 de julho, o vídeo musical oficial de "The Death of Me" foi lançado no YouTube pela Sumerian Records, embora a versão Rock Mix da música tenha sido usada em vez da versão original. Houve diversos vazamentos do álbum online, embora Ben Bruce tenha trabalhado arduamente para remover todos os links de vazamento.
O Asking Alexandria realizou a Midwest CD Release Tour em apoio ao lançamento do disco, com a participação de Motionless in White, Crown the Empire e Upon a Burning Body na programação da turnê.

## Recepção da crítica
| Críticas profissionais | Críticas profissionais |
| Pontuações agregadas   | Pontuações agregadas   |
| Fonte                  | Avaliação              |
| ---------------------- | ---------------------- |
| Metacritic             | (76/100)               |
| Avaliações da crítica  |                        |
| Fonte                  | Avaliação              |
| AllMusic               | [ 20 ]                 |
| Alternative Press      | [ 21 ]                 |
| Artistdirect           | [ 22 ]                 |
| The Independent        | [ 23 ]                 |
| Shields Gazette        | [ 24 ]                 |

O álbum recebeu, em sua maioria, críticas positivas, mas também algumas críticas mistas de diversos críticos. No Metacritic, um site que atribui uma pontuação média com base em avaliações de críticos importantes, o álbum alcançou uma média de 76 de 100, com base em 4 análises, indicando "críticas geralmente favoráveis". AllMusic escreveu que o álbum mostrou um amadurecimento da banda, afastando-se do metalcore simplista focado em "garotas e drogas" para produzir um álbum de hard rock mais pessoal, que apresentava influência post-grunge, com as partes de metalcore mais sutis.
Em uma entrevista de 2016 com a Alternative Press, o guitarrista Ben Bruce comentou sobre a mudança significativa na atmosfera ao gravar seu álbum mais recente, The Black, em comparação com From Death to Destiny, afirmando que sentiu que a banda estava "em uma mentalidade diferente do que estávamos para From Death to Destiny. Danny claramente não queria estar na banda e foi uma luta o tempo todo. Em From Death to Destiny, Danny simplesmente se recusava a cantar ou gritar nas músicas que escrevíamos, então tivemos que fazer algumas grandes concessões com aquele disco. Em The Black pudemos voltar às nossas raízes. Foi muito divertido fazê-lo."

## Desempenho comercial
From Death to Destiny estreou em 28º lugar na parada de álbuns do Reino Unido no lançamento, e chegou ao primeiro lugar na parada de álbuns de rock e metal da mesma região. Estreou em 5º lugar na Billboard 200, tornando-se a melhor estreia da banda nas paradas dos Estados Unidos. É também o álbum do grupo a mais vender na primeira semana, com 41.082 unidades contabilizadas. Até março de 2016, From Death to Destiny vendeu 151.000 cópias nos EUA.

## Faixas
Todas faixas foram escritas por Danny Worsnop, Ben Bruce e James Cassells, exceto para "Break Down the Walls," escrita por Jussi Karvinen, Logan Mader e Ben Bruce.
| N.º            | Título                                     | Duração |  |
| 1.             | "Don't Pray for Me"                        | 4:40    |  |
| 2.             | "Killing You"                              | 3:11    |  |
| 3.             | "The Death of Me"                          | 4:18    |  |
| 4.             | "Run Free"                                 | 4:10    |  |
| 5.             | "Break Down the Walls"                     | 3:31    |  |
| 6.             | "Poison"                                   | 3:46    |  |
| 7.             | "Believe"                                  | 4:31    |  |
| 8.             | "Creature"                                 | 3:14    |  |
| 9.             | "White Line Fever"                         | 3:43    |  |
| 10.            | "Moving On"                                | 4:02    |  |
| 11.            | "The Road"                                 | 3:27    |  |
| 12.            | "Until the End" (com Howard Jones)         | 4:30    |  |
| 13.            | "The Death of Me (Rock Mix)" (Bonus Track) | 3:24    |  |
| Duração total: | Duração total:                             | 50:52   |  |

| Versão De luxo |                                           |         |  |
| N.º            | Título                                    | Duração |  |
| 14.            | "Dead"                                    | 4:00    |  |
| 15.            | "Someone, Somewhere" (Ben Bruce Acoustic) | 3:43    |  |
| Duração total: | Duração total:                            | 58:35   |  |